# Batterbee Mountains
Die Batterbee Mountains (in Argentinien Montes Avión Cruz del Sur, in Chile Montes Parodi) sind eine Gruppe markanter Berge von bis zu 2200 m Höhe an der Rymill-Küste des Palmerlands auf der Antarktischen Halbinsel. Sie bilden einen Teil des zergliederten Randgebiets des Dyer-Plateaus oberhalb des George-VI-Sunds.
Die erste Sichtung wird dem US-amerikanischen Polarforscher Lincoln Ellsworth bei einem Überflug am 23. November 1935 zugesprochen. Eine Vermessung nahmen 1936 Teilnehmer der British Graham Land Expedition (1934–1937) unter der Leitung des australischen Polarforschers John Rymill vor. Namensgeber ist Harry Fagg Batterbee (1880–1976), damals stellvertretender Minister für die Dominions unter James Henry Thomas und späterer Hochkommissar des Vereinigten Königreichs in Neuseeland. Batterbee stand dem Komitee zur Unterstützung der British Graham Land Expedition vor. Argentinische Wissenschaftler benannten sie dagegen nach dem Flugzeug Cruz del Sur (spanisch für Kreuz des Südens) der argentinischen Luftwaffe, das bei der Versorgung der Forschungsstation Base San Martín auf der Barry-Insel zum Einsatz kam. Namensgeber der chilenischen Benennung ist Leutnant Arturo Parodi Alister (1914–1985) von der Fuerza Aérea de Chile, ein Teilnehmer an der 3. Chilenischen Antarktisexpedition (1948–1949).